# Evarcha patagiata
Evarcha patagiata là một loài nhện trong họ Salticidae.
Loài này thuộc chi Evarcha. Evarcha patagiata được Octavius Pickard-Cambridge miêu tả năm 1872.